# Statul Kogi
Kogi este un stat  în Nigeria. Reședința sa este orașul Lokoja.